# 沒卵頭家
《沒卵頭家》是1989年上映的台灣電影，由徐進良导演，由馬如風、陳松勇及陸小芬等人主演，在澎湖縣望安鄉拍攝。
《沒卵頭家》劇情改編自醫生作家王湘琦的作品《沒卵頭家》，小說故事根據范秉真醫師防治金門地區班氏絲蟲（Wuchereria bancrofti，象皮病）的真實事件，凸顯當時離島醫療的缺乏及政府的不重視。

## 概要
澎湖離島的漁民出現了怪病，男人的睪丸和女人的乳房因而變大，原以為是老天的責罰，後來請來台灣醫生診斷後才知道是因血絲蟲所引起的象皮病導致。後來村長和一名村民吳金水決定前往台灣開刀割掉腫大的睪丸，因無力支付龐大醫藥費而被迫將睪丸捐給醫院作學術研究，村長回澎湖黑狗港後，因受不了各方的責難與嘲笑而自殺。得病村民陸續獲得醫治，但是付出的代價是，賣了維生的漁船跟祖厝。買了漁船的吳金水靠著新買的收音機，收聽到漁業氣象報告，並組織船隊，停泊馬公港。
吳金水在三十多年後已飛黃騰達，養子在醫學院讀書時意外發現，養父捐給醫院的睪丸及瓶上的資料讓醫學院學生觀摩取笑，吳金水得知後親赴台灣重金將睪丸買回，回村之後憑上面的痣，發現是村長的睪丸。再回學校理論，學校無關緊要的表示，幾年前颱風還是破損了，已不可知，吳金水發誓要回去鄉里蓋醫院，培養當地醫師，不要讓自己家鄉的人再受侮辱。

## 外部連結
- 香港影庫上《沒卵頭家》的資料（繁體中文）
- 開眼電影網上《沒卵頭家》的資料（繁體中文）
- 时光网上《沒卵頭家》的資料（简体中文）
- 豆瓣电影上《沒卵頭家》的資料 （简体中文）
- 互联网电影数据库（IMDb）上《沒卵頭家》的资料（英文）